# Sasa kurilensis
Sasa kurilensis là một loài thực vật có hoa trong họ Hòa thảo. Loài này được (Rupr.) Makino & Shibata miêu tả khoa học đầu tiên năm 1901.

## Hình ảnh

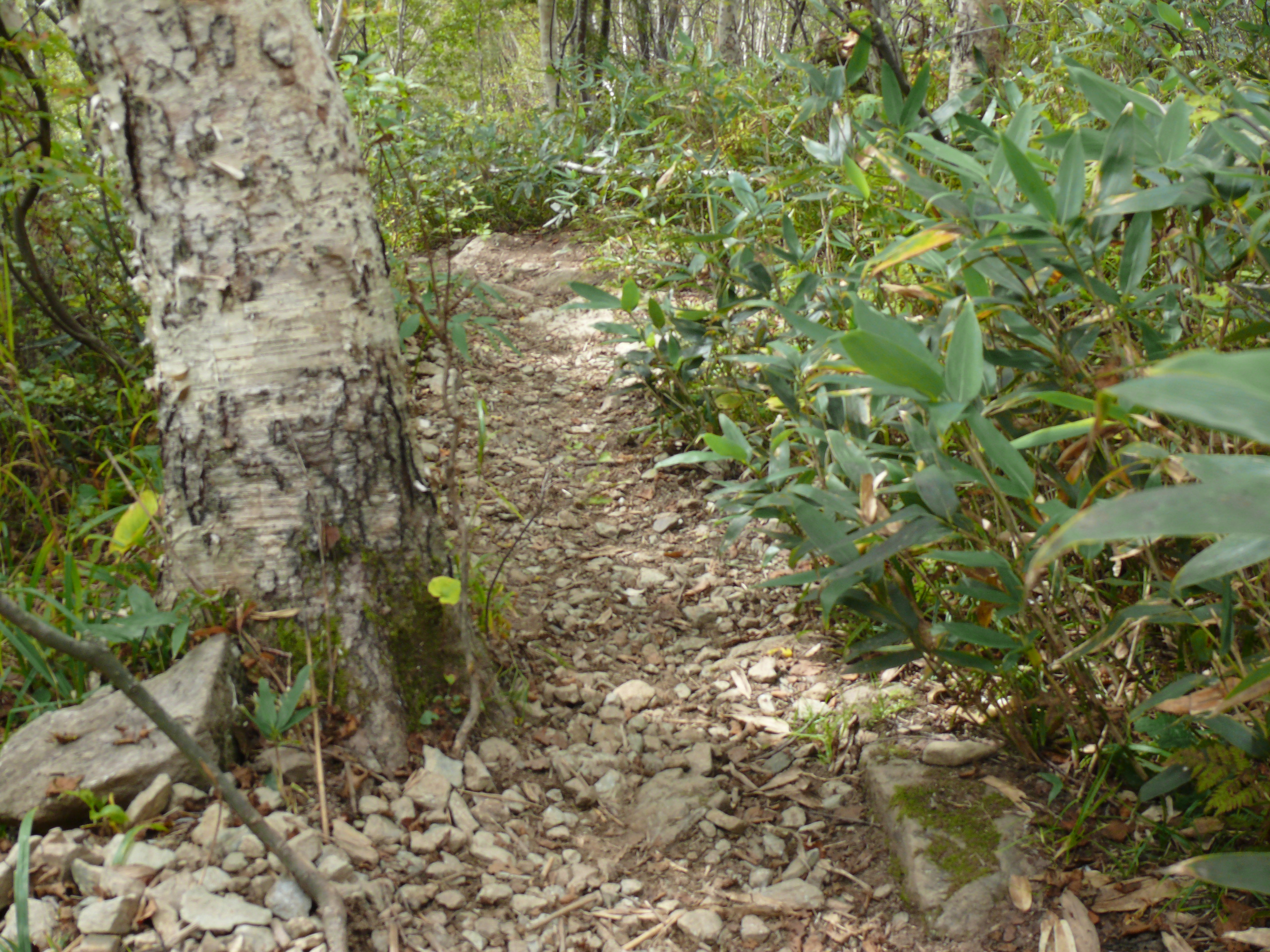
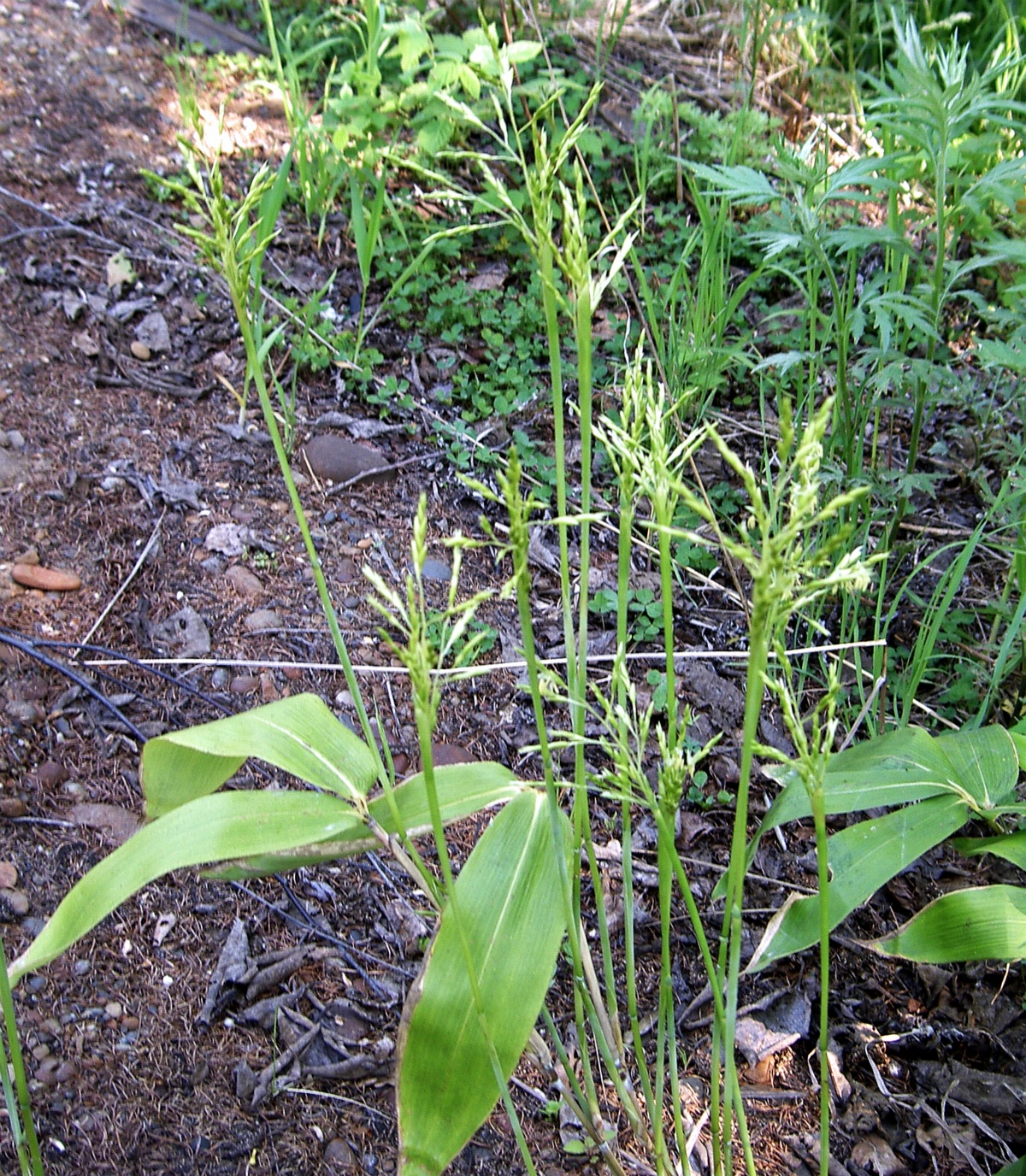
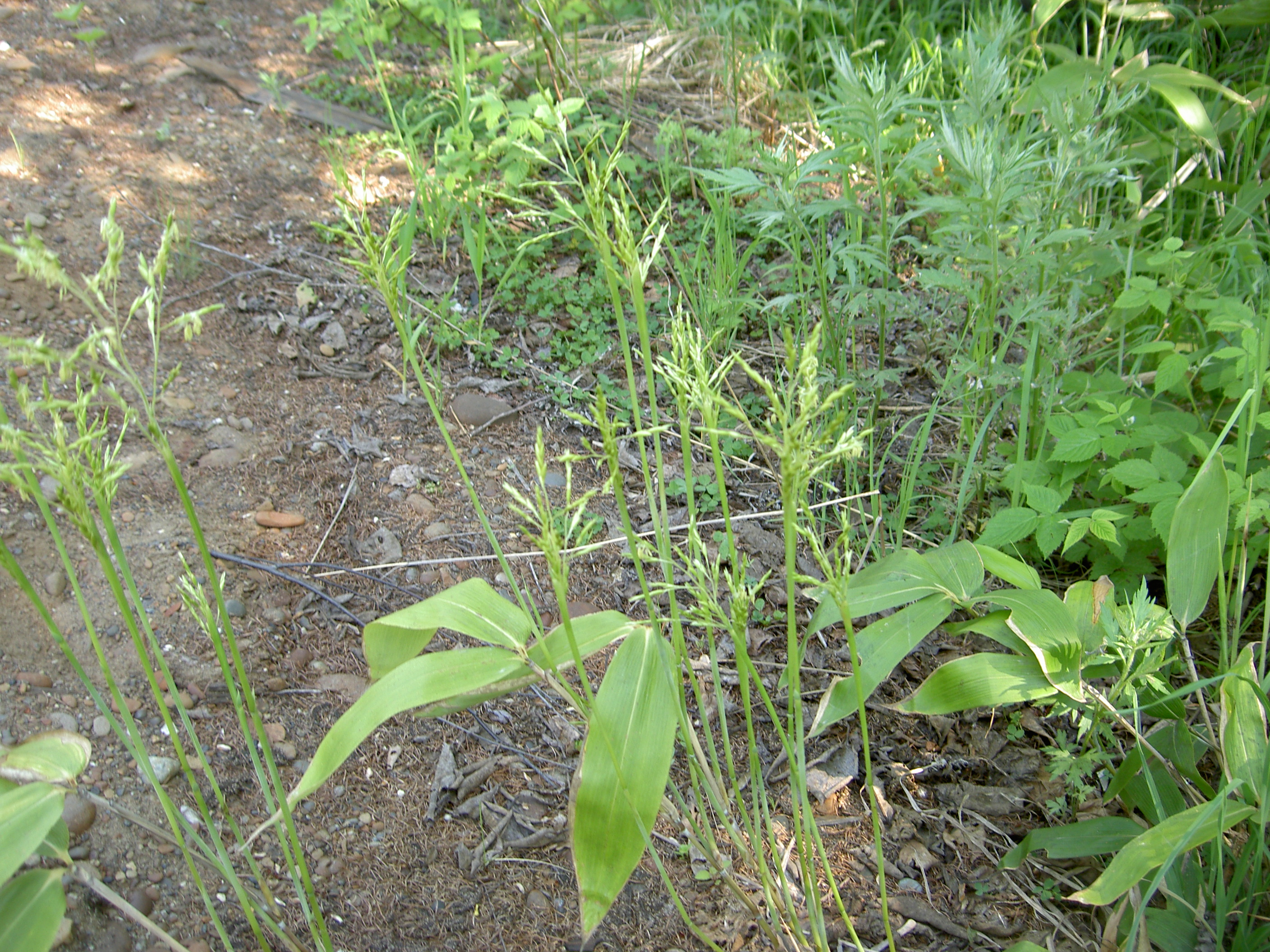